# Kevin Eldon

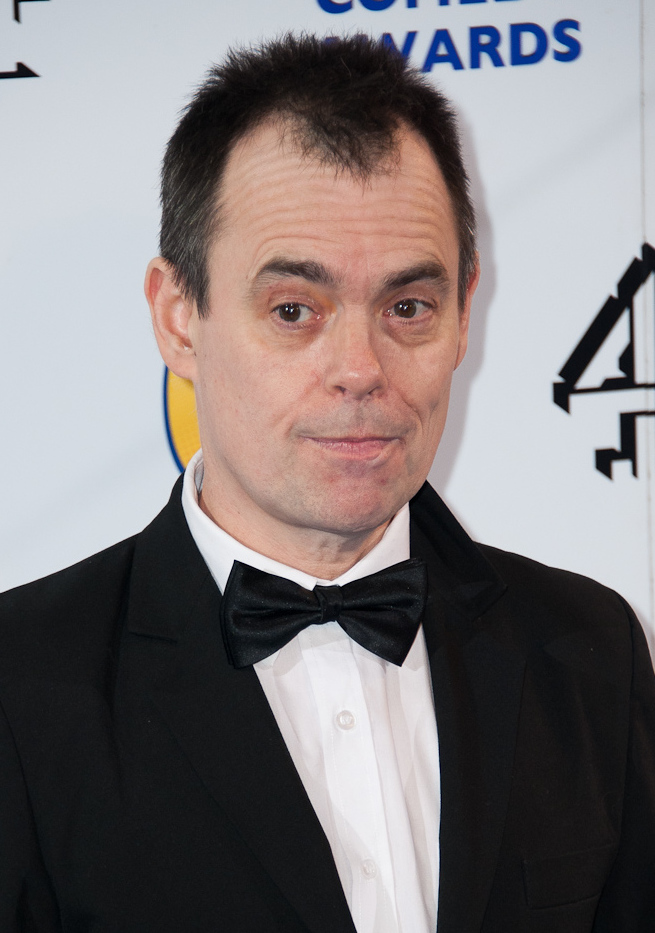
Kevin Eldon (2013)

Kevin Eldon (* 2. Oktober 1959 in Chatham, Kent, England) ist ein britischer Schauspieler, Synchronsprecher und Komiker.

## Leben
Eldon wurde am 2. Oktober 1959 in Chatham geboren. Seit den 1990er Jahren ist er gläubiger Buddhist. 2005 lernte er seine Frau Holly am Set zu den Dreharbeiten zur Fernsehserie Hyperdrive – Der Knall im All kennen, die dort als Artdirector arbeitete. Die beiden haben zwei gemeinsame Kinder.
Eldon gab 1966 im Spielfilm Fahrenheit 451 sein Filmschauspieldebüt als Kinderdarsteller in einer kleineren Rolle als Schuljunge Robert. Nach mehrjähriger Pause von der Filmindustrie ist er seit 1992 regelmäßig in Film- und Fernsehserienproduktionen als Schauspieler zu sehen. Mitte der 1990er Jahre wirkte er in verschiedenen Rollen in insgesamt 12 Episoden der Comedy-Serie Fist of Fun mit.
Seit 2024 spielt er den Zwergen-Steinmetz Narvi in der Fernsehserie Der Herr der Ringe: Die Ringe der Macht.

## Filmografie (Auswahl)

### Schauspiel
- 1966: Fahrenheit 451
- 1992: Packing Them In (Fernsehserie, 4 Episoden)
- 1994: Fantasy Football: The Video
- 1995–1996: Fist of Fun (Fernsehserie, 12 Episoden, verschiedene Rollen)
- 1996: Lee & Herring Live
- 1997: Cows (Fernsehfilm)
- 1998–1999: This Morning with Richard Not Judy (Fernsehserie, 11 Episoden, verschiedene Rollen)
- 2000: Jam (Miniserie, 6 Episoden)
- 2001: Attention Scum (Fernsehserie, 6 Episoden)
- 2001: Verbrechen verführt (High Heels and Low Lifes)
- 2006–2007: Hyperdrive – Der Knall im All (Hyperdrive, Fernsehserie, 12 Episoden)
- 2008: Skins – Hautnah (Skins UK, Fernsehserie, Episode 2x03)
- 2008: Dead Set (Miniserie, 5 Episoden)
- 2010: Four Lions
- 2014: Brian Pern (Fernsehserie, Episode 2x02)
- 2016–2017: Game of Thrones (Fernsehserie, 3 Episoden, verschiedene Rollen)
- 2017: The Halcyon (Fernsehserie, 3 Episoden)
- 2018: The Last Kingdom (Fernsehserie, 8 Episoden)
- 2019: Dad’s Army (Miniserie, 3 Episoden)
- 2020: Six Minutes to Midnight
- 2021–2023: Shadow and Bone – Legenden der Grisha (Shadow and Bone, Fernsehserie, 3 Episoden)
- 2022: Pistol (Miniserie, Episode 1x04)
- 2023: Death in Paradise (Fernsehserie, Episode 12x01)
- 2023: Napoleon
- seit 2024: Der Herr der Ringe: Die Ringe der Macht (The Lord of the Rings: The Rings of Power, Fernsehserie)

### Synchronisationen
- 2006: Popetown (Zeichentrickserie, 10 Episoden)
- 2011–2015: Matt Hatter Chronicles (Animationsserie, 42 Episoden)
- 2015–2019: Danger Mouse (Zeichentrickserie, 99 Episoden)
- 2016: Die Alan-Dimension (The Alan Dimension, Kurzfilm)